# Château Beck
Pour les articles homonymes, voir Beck.
Le château Beck (Schloss Beck en allemand) est un château baroque situé à Bottrop, en Allemagne, construit comme maison de plaisance entre 1766 et 1777 par Johann Conrad Schlaun. Il accueille maintenant un petit parc d'attractions.

## Histoire
Le bâtiment a été conçu pour devenir une résidence de plaisance, mais à la fin du XVIIIe siècle, le château Beck fut transformé en distillerie de schnaps. Il devint la propriété de la famille Metternich aux alentours de 1850.
Malgré la Seconde Guerre mondiale, le château est resté intact, et en 1958, l’Hibernia Mining Society acheta la propriété. La société était intéressée uniquement par les sous-sols et offrit le château gratuitement à qui était intéressé. Malheureusement, personne ne se porta acquéreur à cause des responsabilités et des dépenses liées à la maintenance de l’édifice, jusqu’en 1966, quand Karl Kuchenbäcker en devint propriétaire.
Le château, alors en très mauvais état après tant d'années d'abandon, est complètement restauré et enfin rouvert au public. Il devient ensuite parc d'attractions. En 2004, à la mort du propriétaire, sa famille met le domaine en vente. Il est maintenant protégé au titre de monument historique.

## Le parc d’attractions
Le parc est connu pour avoir des attractions destinées aux enfants dont : 
- Abenteuer-Simulator - Simulateur de mouvements Thomson Entertainment
- Bumper cars - Autos tamponneuses
- Diorama
- Drachenbahn - Zierer
- Familienachterbahn - Montagnes russes en métal (1987) Zierer
- Gruselkeller - Parcours scénique à pied
- Himmelsschaukel - Heege
- Oldtimer-Bahn - Balade en tacots Ihle
- Pédalos
- Pferdereitbahn - Course de chevaux mécaniques
- Riesenrad - Grande roue
- Schwebeturm - Tour Heege (1996) Heege
- Trampolines
- Wasserbob - Nautic Jet (1983) Heege
- Wendy house